# Theodor Botă
Theodor Constantin Botă (sinh ngày 24 tháng 5 năm 1997 ở Râmnicu Vâlcea) là một cầu thủ bóng đá người România thi đấu ở vị trí tiền đạo cho Steaua București.

## Thống kê sự nghiệp

### Câu lạc bộ
| Câu lạc bộ          | Mùa giải            | Giải vô địch | Giải vô địch | Cúp     | Cúp       | Cúp Liên đoàn | Cúp Liên đoàn | Châu Âu | Châu Âu   | Khác    | Khác      | Tổng cộng | Tổng cộng | Tổng cộng |
| Câu lạc bộ          | Mùa giải            | Số trận      | Bàn thắng    | Số trận | Bàn thắng | Số trận       | Bàn thắng     | Số trận | Bàn thắng | Số trận | Bàn thắng | Số trận   | Bàn thắng |           |
| ------------------- | ------------------- | ------------ | ------------ | ------- | --------- | ------------- | ------------- | ------- | --------- | ------- | --------- | --------- | --------- | --------- |
| Gloria Buzău        | 2015–16             | 4            | 0            | –       | –         | –             | –             | –       | –         | –       | –         | 4         | 0         |           |
| Tổng cộng           | Tổng cộng           | 4            | 0            | –       | –         | –             | –             | –       | –         | –       | –         | 4         | 0         |           |
| Steaua București    | 2016–17             | 1            | 0            | 0       | 0         | 0             | 0             | 0       | 0         | –       | –         | 1         | 0         |           |
| Tổng cộng           | Tổng cộng           | 1            | 0            | 0       | 0         | 0             | 0             | 0       | 0         | –       | –         | 1         | 0         |           |
| Steaua II București | 2016–17             | 24           | 2            | –       | –         | –             | –             | –       | –         | –       | –         | 24        | 2         |           |
| Steaua II București | 2017–18             | 13           | 1            | –       | –         | –             | –             | –       | –         | –       | –         | 13        | 1         |           |
| Tổng cộng           | Tổng cộng           | 37           | 3            | –       | –         | –             | –             | –       | –         | –       | –         | 37        | 3         |           |
| Tổng cộng sự nghiệp | Tổng cộng sự nghiệp | 42           | 3            | 0       | 0         | 0             | 0             | 0       | 0         | –       | –         | 42        | 3         |           |

Thống kê chính xác đến trận đấu diễn ra ngày 17 tháng 11, 2017